# هاینریش فون استیتنکرون
هاینریش فون استیتنکرون (انگلیسی: Heinrich von Stietencron; ۱۸ ژوئن ۱۹۳۳ – ۱۲ ژانویهٔ ۲۰۱۸) مورخ و هندشناس اهل آلمان بود. وی در طول دوران شغلی خود استاد ممتاز و رئیس گروه هندشناسی و تطبیقی دین در دانشگاه توبینگن بود.

## نظر پیرامون مغان در منابع هندی
هاینریش فون استیتنکرون پژوهش گسترده‌ای در مورد موضوعات مختلف از جمله منطقه و دوران فعالیت‌ها و منشأ متن‌های بهاویشیا پورانا و سامبا پورانا انجام شد. علاوه بر این، او تلاش کرد تا متون افسانه سامبا در این دو متن را اصلاح کند. تلاش او در مطالعه لغت‌شناسی/فیلولوژیکی مغ / ماگا Maga اهمیت زیادی داشت، زیرا تا آن زمان، نه سامبا پورانا و نه بهاویشیا پورانا متن ویرایش شده رضایت‌بخشی ارائه نکرده بودند، علیرغم اینکه آنها مهم‌ترین منابع اولیه برای این افسانه بودند. در مورد خاستگاه ماگاها، استیتنکرون، بر اساس فرض تمایز بین ماگا و بوجاکا، و بر اساس این واقعیت که در سامبا پورانا هیچ اشاره ای به متون مقدس مشابه اوستا وجود ندارد. او بر اساس ویژگی‌های ماگاها، مانند خورشیدپرستی آنها، استدلال می‌کند که ماگاها زرتشتی نبودند، بلکه گروهی بودند که به آیین سکا-سکایی‌ها مرتبط بودند و آنها گروهی بودند متعلق به چندخداپرستی ایرانیان باستان در دوره پیش از زرتشت، به ویژه گروهی بودند که خدای خورشید میترا را می‌پرستیدند. در این رابطه، نتیجه‌گیری استیتنکرون نتایج آلبرشت وبر، شفتلوویتز و همکاران را مجدداً تأیید می‌کند. از سوی دیگر، بر اساس وجود توصیفاتی در بهاویشیا پورانا از چهار ودا منحصر به فرد ماگا که با اوستا مقایسه می‌شود، و این واقعیت که نام جد بوجاکا Jaraśabda است، که شبیه به «زرتشتا»، بنیان‌گذار دین زرتشتی، و سایر عناصر خاص به زرتشتی‌ها بود، او همچنین خاطرنشان کرد که دین بوجاکا حاوی عناصر زرتشتی زروانی و همچنین تأثیرات بودایی است. با این حال، نتیجه گیری استیتنکرون در مورد منشأ ماگا لزوماً مورد توافق گسترده نیست.